# کواتلیکوئه

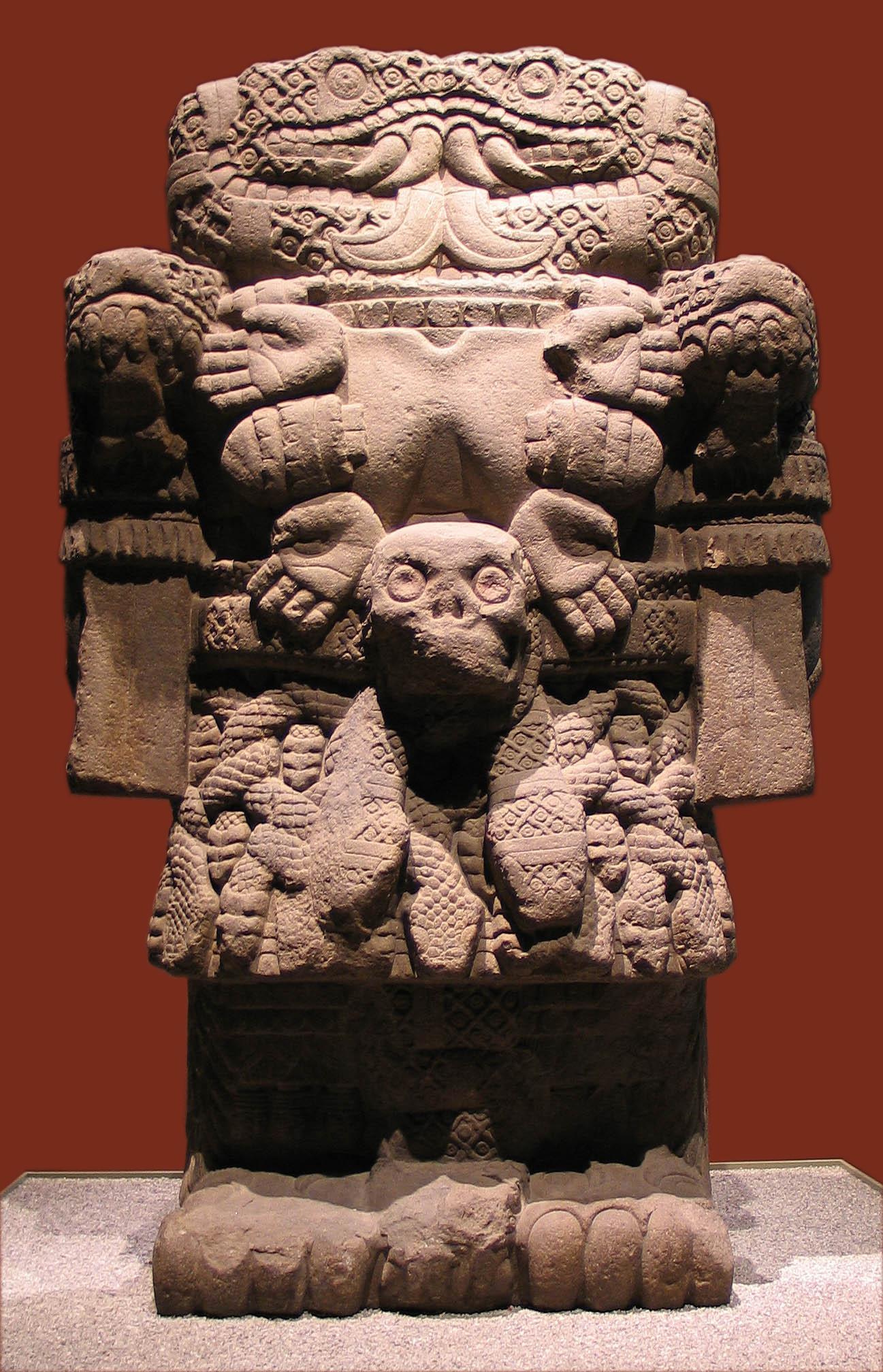
پیکره کواتلیکوئه، عرضه شده در موزه ملی مردم شناسی مکزیکوسیتی

کواتلیکوئه، که همچنین به عنوان تتئواینان (و همینطور در برخی نسخه‌ها، به صورت: تتئو اینان) نیز شناخته شده‌است، در اساطیر آزتک، «مادر خدایان» (به ناهواتل کلاسیک: Cōhuātlīcue یا [ko:wa:ˈtɬi:kʷe]، یا: Tēteô īnnān) محسوب می‌شد. وی، یکی از ایزدبانویان آزتکها بود، که به ماه، ستارگان، و اویتسوپوچتلی، خدای خورشید و جنگ، زندگی بخشیده بود و آن‌ها را به دنیا آورده بود. این ایزدبانو همچنین به عنوان توکی (Tocî، به معنای: «مادر بزرگ ماً) و سیواکواتل (Cihuācōhuātl، به معنای:»بانوی مار") نیز، شناخته می‌شد، که حامی بانوانی بود که در هنگام زایمان می‌مُردند.
کواتیکلوئه را با عنوان بانوی دامن ماری نیز می‌شناسند، که معنای نام اوست.

## معرفی
کلمه «کواتلیکوئه» در زبان ناهواتل، به معنای «فردی با دامنی از مار یا افعی» می‌باشد. این ایزدبانو به موارد متفاوت و مختلفی اشاره دارد، از جمله وی به عنوان اپیتیتس شناخته می‌شود که «الهه مادر زمین است و به تمام پدیده‌های آسمانی، حیات می‌بخشد»، یا به عنوان «الهه باروری و آتش»، «الهه زندگی، مرگ و تولد دوباره»، و نیز به عنوان «الهه مادر ستارگان جنوبی» نیز، نامیده می‌شود.
او به صورت زنی نمایانده می‌شود که دامنی از مارهای درهم پیچیده شده به تن کرده‌است و گردنبندی بر گردن آویخته که از قلب آدمیزاد، و دستها و جمجمه او، ساخته شده‌است. پاهای او و همینطور دستهایش به صورت پنجه آراسته شده‌اند و پستان‌هایش، به صورت شُل و ول و چروکیده، آویزان به تصویر کشیده شده‌اند که به جنبهٔ پرستاری کنندهٔ او اشاره دارند. امّا صورت او، از دو افعی که در مقابل یکدیگر قرار دارند، شکل گرفته‌است (پس از اینکه سر او، قطع شده، خون به شکل دو افعی غول پیکر از گردن او به خارج فواره زده‌است)، که این موضوع به افسانهٔ اسطوره‌ای اشاره دارد که حکایت از این می‌کند که وی در سپیده دم خلقت و در هنگام آفرینش موجودات، قربانی شده‌است.
بیشتر آثار هنری آزتک‌ها، در نمایش‌های هنری مربوط به این الهه، بر جنبه‌های کشنده و مرگبار او تأکید می‌کنند، چرا که زمین، همانند یک مادر دوست داشتنی است، که البته به صورت هیولایی سیری ناپذیری جلوه می‌کند که هرآنچه را که حیات دارد، مصرف می‌کند و به دل خود فرو می‌برد. بر این اساس او، نشان دهنده و نمایانگر مادری بلعنده‌است، که در وجود او، هم رحم (زهدان) و هم گور (قبر) وجود دارد.

## تاریخچه
آزتک‌ها در خلال دورهٔ مهاجرت خویش، ایزدبانویی موسوم به کواتلیکوئه را در میان خدایان خویش پذیرفتند که ایزدبانوی زمین بود. وی کسی بود که موجودات را هنگام مرگ و ستارگان را هنگام غروب می‌بلعید. تندیسی از این الهه او را با دامنی از مارها و پنجه‌های حیوان شکاری نشان می‌دهد و از گردن او دو جوی خون بیرون زده که به مار مبدل شده‌است.
این ایزدبانو برای بسیاری از اقوام تجسمی از ماه بود که با خورشید جنگید و سرش را از دست داد. در تصویر وی، قلب، پنجهٔ عقاب، مار و جمجمه دیده می‌شود. سر ایزدبانو با دو پوزهٔ انحنادار ِمار، به نشانهٔ جریان خون و نماد زمین تصویر شده‌است. برای آن که شکل مستطیل حفظ شود، آن را به‌طور واژگون، بین دو دست باز نمون کرده‌اند. شاید بنا به نوعی سنت باستانی و اسطوره‌ای وظیفه داشت، با دست‌هایش، آسمان، یعنی پادشاهی پسر پیروز خود، اویتسوپوچتلی را با تمام وزنش استوار نگه دارد.

## شرح
بر طبق افسانه‌های آزتک، یک بار که کواتلیکوئه در حال جارو کردن یک معبد بود، ناگهان یک توپ مملو از پر، بر سر او سقوط کرد، و وی به طرز جادویی بارور گردید، و پس از آن وی کتسال کواتل و شولوتل را که هر دو از ایزدان بودند، به دنیا آورد. دختر او، کویول شاوکی، سپس چهارصد بچهٔ دیگر کواتلیکوئه را بسیج کرد و گرد همشان آورد و آنان را تحریک نمود که با هم به مادر خویش حمله کنند و سر وی را از بدن جدا نمایند. بدین ترتیب، کواتلیکوئه فوراً کشته شد، و ایزدی به نام اویتسوپوچتلی ناگهان از رحم او پدید آمد، در حالیکه از همان بدو تولد به‌طور کامل رشد کرده بود و برای نبرد، مسلح بود. اویتسوپوچتلی بسیاری از برادران و خواهران خویش را کشت، از جمله کشته شدگان، کویول شاوکی (خواهرش) [همان خواهری که حمله به مادرشان را طرحریزی کرد]، بود که اویتسوپوچتلی، سر او را برید و آن را به آسمان پرتاب کرد و همان سر بود که به ماه، تبدیل شد. در یکی دیگر از اشکال متنوع این افسانه، اویتسوپوچتلی، خود کودکی بود که در درون توپی که از پَرها پُر شده بود، و طی حادثهٔ پیش گفته سقوط کرد، قرار داشت و تنها به این دلیل در آن زمان به دنیا آمد که مادر خویش را از هرگونه آسیبی برهاند.

## تحقیقات جدید
یک مقاله جدید که در سال ۲۰۰۸ توسط سسلیا کلاین نوشته شده، ابراز گردیده‌است که مجسمه معروف کواتلیکوئه که در موزه ملی مردم‌شناسی مکزیک قرار دارد [و عکس آن در سمت چپ این مقاله دیده می‌شود]، و همینطور چند نسخه کامل یا تکه تکه شده دیگر از این مجسمه، همگی در واقع ممکن است شخصیت بخشی یا تجسمی‌باشند که «مار دامن» [یا زنی با دامنی از جنس مار] را نشان می‌دهند. مرجع و منبع این نظریه، نسخه ایست که در آن به ایجاد خورشید و آفرینش آن پرداخته شده‌است. اسطورهٔ مرتبط با آفرینش خورشید، بعد از آن آغاز می‌شود که خدایان در تئوتیهواکان به گرد همدیگر جمع می‌شوند و خودشان را به عنوان قربانی نثار می‌کنند. در بهترین نسخه شناخته شده، اظهار شده‌است که تزیکته کاتل و ناناواتسین خویشتن را قربانی می‌کنند، و به ترتیب به ماه و خورشید مبدل می‌گردند. اما در نسخه‌های دیگر، یک گروه از خدایان زن و از جمله کواتلیکوئه، به کسانی که خود را قربانی می‌کنند، افزوده شده‌است. گفته می‌شود که پس از آن، آزتک‌ها به پرستش دامان این زنان [که خود را قربانی کرده بودند]، پرداختند و اینچنین بود که این زنان، دوباره به زندگی بازگشتند. بر این اساس، کواتلیکوئه، در خود دارای جنبه‌های مختلفی از موجودات است، که ممکن است تعادل آنها، با جمجمه، قلب، و دست و پنجه‌هایی که در مجسمه او رویت می‌شوند، حفظ شده باشد و او را به تلال تکوتلی، که خدای زمین محسوب می‌شود، پیوند بدهند. زمینی که هم مصرف کننده و از میان برندهٔ زندگی است و هم زندگی را دوباره، از نو پدید می‌آورد.
به نظر بعضی از متخصصان، تلال تکوتکی، یعنی این ایزدبانو در هیأت مردانهٔ خود، به منزلهٔ هیولای زمین است. نقش وی غالباً بر روی آوندها دیده می‌شود و همچنین بیشتر اوقات، وی را می‌توان به صورت نقش برجستهٔ صافی در کف پایهٔ آثار، به چشم دید. گاهی نیز، این ایزدبانو، همچون سوسماری دیده می‌شود که همواره مشغول بلعیدن گوشت یا قلب انسان است. وی بنا بر اساطیر، پای تسکاتلیپوکا را بلعید.

## برخی نکات
در مورد تولد کتسال کواتل، روایت‌های مختلفی در دست است. از جمله در روایتی آمده‌است که او از کواتلیکوئه، یکی از پنج ایزدبانوی ماه متولد شد. البته ممکن است این پنج ایزدبانو، در واقع یک ایزدبانو با پنج مظهر مختلف باشند که مشخص کنندهٔ زمین با چهار جهت اصلی و مرکز آن هستند.
تصویر پیکرهٔ کواتلیکوئه، نخستین بار بوسیلهٔ لئون گاما در سال ۱۷۹۲ انتشار یافته‌است. در مشهورترین پیکره یا مجسمه کواتلیکوئه، یا همان بانوی دامن ماری [مجسمه‌ای که تصویر آن در سمت چپ این صفحه دیده می‌شود]، مارها نشان دهندهٔ خونی هستند که از قطعات جداشدهٔ بازو و گلوی وی جاری است و نشان از این دارد که او، به قتل رسیده‌است. این مجسمه که در موزه ملی مردم‌شناسی واقع در مکزیکوسیتی نگهداری می‌شود، متعلق به دوره پساکلاسیک متأخر آزتک می‌باشد.